# Уэйд Престон
Уэйд Престон (англ. Wayde Preston; настоящее имя — Уильям Эрксин Стрендж; англ. William Erksine Strange; 10 сентября 1929 — 6 февраля 1992) — американский актёр. Стал известен благодаря роли Кристофера Кольта в телесериале Colt .45.

## Ранние годы
Уильям Эрксин Стрендж родился в Денвере, Колорадо в семье Джона и Бернис Стренджей. Провел детство в городке Ларами на юге Вайоминга. Имел двух младших сестёр — Джоан и Мэри. В 1947 году он окончил Среднюю школу Ларами, где активно занимался футболом, легкой атлетикой, участвовал в школьном оркестре и проходил подготовку в Корпусе подготовки офицеров запаса. Поступил в Вайомингском университет в Ларами, где изучал фармацевтику. В конце 1940-х годов он стал музыкантом и играл в группах. В 1950 году Престон был призван в армию США. Стажировался в артиллерийской части в Форт Блисс, Техас. Принимал участие в Корейской войне и получил звание старшего лейтенанта. Некоторое время после службы он был смотрителем в парке Гранд-Титон на северо-западе Вайоминга, где организовал собственное шоу родео.

## Карьера
В 1957—1960 годах Престон исполнял главную роль в телесериале Colt .45, сыграв Кристофера Кольта, правительственного агента под прикрытием, маскировавшегося под путешествующего по Дикому Западу продавца оружия. Шоу продолжалось до тех пор, пока у Престона не возник конфликт со студией Warner Brothers. После ухода Престона в финальных четырёх эпизодах его место занял актёр Дональд Мэй, сыграв роль двоюродного брата Кольта, Сэма Кольта-младшего. Также Престон сыграл роль Кристофера Кольта в четырёх эпизодах сериала Sugarfoot.
В 1959—1960 годах Денвер сыграл в двух эпизодах телесериала «Мэверик». Эпизод «Сага об Уэйко Уильямсе», в котором Престон появился на одном экране с главной звездой этого шоу Джеймсом Гарнером, привлёк наибольшее количество зрителей, по сравнению с остальными эпизодами шоу. Это событие являлось одним из основных этапов карьеры Престона.
С 1957 по 1991 годы Престон сыграл около 20 ролей в сериалах и фильмах. После ухода из Colt .45 он отправился в Европу, где он появлялся в многочисленных спагетти-вестернах, в том числе в фильме «Человек по прозвищу Кувалда» Вика Морроу, а также фильме «Битва за Анцио» 1968 года об Анцио-Неттунской операции в период Второй мировой войны. Престон так же сыграл роль Логана в фильме 1968 года «Гнев Божий». Затем в 1969 году он сыграл роль маршала Джонни Сильвера в фильме «Он дорого заплатит за свою смерть».
Также Престон появлялся в эпизодах таких сериалов как «Бонанза», «Старски и Хатч» и «Братья Харди и Нэнси Дрю». Последней ролью Уэйда стала второстепенная роль Джека в фильме «Капитан Америка».

## Личная жизнь
В 1956 году Престон женился на актрисе Кэрол Омарт. В 1958 году пара развелась.

## Фильмография
| Год       |   | Русское название                  | Оригинальное название               | Роль                        |
| --------- | - | --------------------------------- | ----------------------------------- | --------------------------- |
| 1957      | с | Шайенн                            | Cheyenne                            | Клей Карран                 |
| 1957—1960 | с | —                                 | Colt .45                            | Кристофер Кольт             |
| 1958—1959 | с | —                                 | Sugarfoot                           | Кристофер Кольт             |
| 1959—1960 | с | Мэверик                           | Mavericke                           | Люк Бакстер / Уэйко Уильямс |
| 1963      | с | Бонанза                           | Bonanza                             | Фрэнк Дейтон                |
| 1966      | ф | Анонимный убийца                  | Anónima de asesinos                 | Джерри Ленд                 |
| 1968      | ф | Сегодня я, завтра ты              | Oggi a me… domani a te!             | Джефф Милтон                |
| 1968      | ф | Живу ради твоей смерти            | Vivo per la tua morte               | Марлин Мейнер               |
| 1968      | ф | Битва за Анцио                    | Lo sbarco di Anzio                  | полковник Хендрикс          |
| 1968      | ф | Гнев Божий                        | L’ira di Dio                        | Логан                       |
| 1969      | ф | Он дорого заплатит за свою смерть | Pagó cara su muerte                 | маршал Джонни Сильвер       |
| 1969      | ф | Пять сукиных детей                | 5 figli di cane                     | Грим Доэл                   |
| 1969      | ф | Джанго — Бог простит его кольт    | Dio perdoni la mia pistola          | Джонни «Техас» Бреннан      |
| 1969      | ф | Золотые копи                      | La collina degli stivali            | Макгэвин                    |
| 1970      | ф | Человек по прозвищу Кувалда       | A Man Called Sledge                 | шериф Рипли                 |
| 1970      | ф | Сартана в долине смерти           | Sartana nella valle degli avvoltoi  | Энтони Дуглас               |
| 1970      | ф | Эй, друг… покойся с миром!        | Ehi amigo… sei morto!               | «Док» Уильямс               |
| 1976      | ф | Человек из Голливуда              | Hollywood Man                       | Текс                        |
| 1977      | с | Старски и Хатч                    | Starsky and Hutch                   | клерк                       |
| 1978      | с | Братья Харди и Нэнси Дрю          | The Hardy Boys/Nancy Drew Mysteries | шериф Холлистер             |
| 1980      | ф | —                                 | Smokey and the Judge                | гангстер                    |
| 1986      | в | Противостояние                    | Revolt                              | шериф Дьюкс                 |
| 1990      | ф | Капитан Америка                   | Captain America                     | Джек                        |